# Trofeo de Campeones de la Liga Profesional 2023
El Trofeo de Campeones de la Liga Profesional 2023 fue la cuarta edición de esta copa nacional organizada por la Asociación del Fútbol Argentino. Se enfrentaron River Plate, campeón de la Liga Profesional 2023, contra Rosario Central, campeón de la Copa de la Liga 2023. El partido se disputó en el estadio Único Madre de Ciudades, de Santiago del Estero, el 22 de diciembre de 2023.
El ganador fue el Club Atlético River Plate, que clasificó a la Supercopa Internacional 2023.

## Equipos clasificados
| River Plate     | Campeón de la Liga Profesional 2023            |
| Rosario Central | Campeón de la Copa de la Liga Profesional 2023 |

## Partido
| 22 de diciembre de 2023, 21:00 | Rosario Central | 0:2 (0:1) | River Plate                    | Estadio Único Madre de Ciudades, Santiago del Estero |                                               |
|                                |                 | Reporte   | Colidio 40' · I. Fernández 75' | Árbitro(s): Facundo Tello VAR: Héctor Paletta        | Árbitro(s): Facundo Tello VAR: Héctor Paletta |

#### Ficha
| 1          | POR        | Jorge Broun         |     |
| 6          | DEF        | Juan Cruz Komar     |     |
| 15         | DEF        | Facundo Mallo       |     |
| 2          | DEF        | Carlos Quintana     |     |
| 3          | DEF        | Agustín Sández      |     |
| 45         | MED        | Kevin Ortíz         |     |
| 8          | MED        | Agustín Toledo      | 46' |
| 11         | MED        | Maximiliano Lovera  | 74' |
| 10         | MED        | Ignacio Malcorra    |     |
| 13         | MED        | Jaminton Campaz     |     |
| 29         | DEL        | Luca Martínez Dupuy | 74' |
| Entrenador | Entrenador | Miguel Ángel Russo  |     |

| 1          | POR        | Franco Armani      |     |
| 2          | DEF        | Sebastián Boselli  |     |
| 17         | DEF        | Paulo Díaz         | 84' |
| 3          | DEF        | Ramiro Funes Mori  | 65' |
| 13         | DEF        | Enzo Díaz          |     |
| 24         | MED        | Enzo Pérez         | 83' |
| 11         | MED        | Nicolás de la Cruz |     |
| 36         | MED        | Pablo Solari       | 60' |
| 19         | MED        | Claudio Echeverri  | 61' |
| 21         | MED        | Esequiel Barco     |     |
| 16         | DEL        | Facundo Colidio    |     |
| Entrenador | Entrenador | Martín Demichelis  |     |

| 30 | MED | Tomás O'Connor   | 46' |
| 22 | MED | Lautaro Giaccone | 74' |
| 24 | DEL | Octavio Bianchi  | 74' |

| 9  | DEL | Miguel Borja           | 60' |
| 26 | MED | Ignacio Fernández      | 61' |
| 14 | DEF | Leandro González Pírez | 65' |
| 4  | DEF | Jonatan Maidana        | 83' |
| 10 | MED | Manuel Lanzini         | 84' |

| Anotado | 40' | Facundo Colidio   | 0:1 |
| Anotado | 75' | Ignacio Fernández | 0:2 |

| Amonestado | 70'   | Carlos Quintana |
| Amonestado | 90+4' | Facundo Mallo   |

| Amonestado | 28' | Paulo Díaz |

| Otorgado · Expulsado | 59' | Jaminton Campaz |

| Árbitro             | Facundo Tello    |
| Árbitros asistentes | Diego Bonfá      |
| Árbitros asistentes | Gabriel Chade    |
| Cuarto árbitro      | Pablo Echavarría |
| Quinto árbitro      | Francisco Acosta |
| VAR                 | Héctor Paletta   |
| Asistente del VAR   | Lucas Novelli    |

| 1          | POR        | Jorge Broun         |     |
| 6          | DEF        | Juan Cruz Komar     |     |
| 15         | DEF        | Facundo Mallo       |     |
| 2          | DEF        | Carlos Quintana     |     |
| 3          | DEF        | Agustín Sández      |     |
| 45         | MED        | Kevin Ortíz         |     |
| 8          | MED        | Agustín Toledo      | 46' |
| 11         | MED        | Maximiliano Lovera  | 74' |
| 10         | MED        | Ignacio Malcorra    |     |
| 13         | MED        | Jaminton Campaz     |     |
| 29         | DEL        | Luca Martínez Dupuy | 74' |
| Entrenador | Entrenador | Miguel Ángel Russo  |     |

| 1          | POR        | Franco Armani      |     |
| 2          | DEF        | Sebastián Boselli  |     |
| 17         | DEF        | Paulo Díaz         | 84' |
| 3          | DEF        | Ramiro Funes Mori  | 65' |
| 13         | DEF        | Enzo Díaz          |     |
| 24         | MED        | Enzo Pérez         | 83' |
| 11         | MED        | Nicolás de la Cruz |     |
| 36         | MED        | Pablo Solari       | 60' |
| 19         | MED        | Claudio Echeverri  | 61' |
| 21         | MED        | Esequiel Barco     |     |
| 16         | DEL        | Facundo Colidio    |     |
| Entrenador | Entrenador | Martín Demichelis  |     |

| 30 | MED | Tomás O'Connor   | 46' |
| 22 | MED | Lautaro Giaccone | 74' |
| 24 | DEL | Octavio Bianchi  | 74' |

| 9  | DEL | Miguel Borja           | 60' |
| 26 | MED | Ignacio Fernández      | 61' |
| 14 | DEF | Leandro González Pírez | 65' |
| 4  | DEF | Jonatan Maidana        | 83' |
| 10 | MED | Manuel Lanzini         | 84' |

| Anotado | 40' | Facundo Colidio   | 0:1 |
| Anotado | 75' | Ignacio Fernández | 0:2 |

| Amonestado | 70'   | Carlos Quintana |
| Amonestado | 90+4' | Facundo Mallo   |

| Amonestado | 28' | Paulo Díaz |

| Otorgado · Expulsado | 59' | Jaminton Campaz |

| Árbitro             | Facundo Tello    |
| Árbitros asistentes | Diego Bonfá      |
| Árbitros asistentes | Gabriel Chade    |
| Cuarto árbitro      | Pablo Echavarría |
| Quinto árbitro      | Francisco Acosta |
| VAR                 | Héctor Paletta   |
| Asistente del VAR   | Lucas Novelli    |

|                                |
|                                |
| Campeón River Plate 2.º título |